# Oncometopia miniatipennis
Oncometopia miniatipennis är en insektsart som beskrevs av Fowler 1899. Oncometopia miniatipennis ingår i släktet Oncometopia och familjen dvärgstritar. Inga underarter finns listade i Catalogue of Life.